# John Tarleton (Politiker, 1755)
John Tarleton (* 26. Oktober 1755; † 19. September 1841) war ein britischer Kaufmann und Politiker.

## Leben
John Tarleton war der dritte Sohn des wohlhabenden Kaufmanns, Schiffseigners und Sklavenhändlers John Tarleton aus Liverpool. Zu seinen fünf Geschwistern zählt unter anderem Banastre Tarleton. 
John Tarleton folgte den Fußspuren seines Vaters und wurde selbst Kaufmann und Schiffseigner. Hierbei arbeitete er in den späten 1780er und frühen 1790er Jahren mit seinen Brüdern Thomas und Clayton Tarleton sowie mit Daniel Backhouse zusammen. Das Hauptbetätigungsfeld der Liverpooler Kaufleute lag auf den Westindischen Inseln. Zwischen 1786 und 1804 investierte er in 39 in Liverpool registrierte Schiffe, die eine Tonnage von 7874 umfassten. 
1787 trat er den Whigs bei. Bei den Unterhauswahlen 1790 kandidierte er im Wahlkreis Seaford. Obgleich er bei der Wahl unterlag, gelang es ihm im März 1792, den Abgeordneten Richard Paul Jodrell mit einer Petition aus dem House of Commons zu verdrängen und seinen Platz einzunehmen. Tarleton gehörte dem House of Commons bis 1796 an. Bei der in diesem Jahr stattfindenden Unterhauswahl verzichtete er auf eine erneute Kandidatur.
Am 26. Oktober 1790 heiratete er Isabel Collingwood. Aus der Ehe gingen drei Söhne und eine Tochter hervor. Er starb am 19. September 1841 und wurde auf dem Friedhof St. Pancras in London beigesetzt.